# Rainbow (Schiff)
Die Rainbow war ein US-amerikanisches Dreimastrahschiff.
Sie lief am 22. Januar 1845 in New York als erster echter Klipper für die New Yorker Reederei Howland & Aspinwall vom Stapel. Entworfen wurde sie vom Schiffskonstrukteur John Willis Griffiths (1809–1882) erstmals nach einem berechneten Modell und Test im Schlepptank. 
Ihr Längen-Breiten-Verhältnis lag bei 5:1. Klipper mit diesem oder höherem Wert wurden als Extremklipper bezeichnet, solche mit Werten darunter als Mediumklipper. Sie hatte ein weißes umlaufendes Band um den Rumpf und angedeutete Stückpforten zur Abschreckung der Piraten, denen man im Chinesischen Meer nach Passieren der Sundastraße begegnen konnte. 
Die Rainbow machte unter Kapitän John Land drei Reisen nach Hongkong / Kanton via Kap der Guten Hoffnung und zurück vom Teehafen Whampoa (chin. Huangpou), östl. von  Kanton (früh. Kwantung, chin. Guangzhou), Provinz Guangdong, China, nach New York. Auf der Jungfernfahrt verlor sie im Südatlantik ihre drei Bramstengen. Kapitän Land ließ nach der Ankunft in Hongkong wegen Übertakelung die Stengen um 1 m verkürzt wieder aufriggen. Ursprünglich mit einfachen Mars-, einfachen Bram- und Royalsegeln geriggt (4 Rahsegel am Mast), führte sie dann geteilte Marssegel. Die Teefracht deckte die Baukosten des Schiffes und erzielte noch zusätzliche $45.000. Die zweite Heimreise dauerte 79 Tage, eine Rekordfahrt.
Kapitän Hayes übernahm 1847 das Schiff und führte es auf seiner vierten Teereise nach Kanton. Auf ihrer fünften Reise von New York nach Kanton via Valparaíso ging sie in der Kap-Hoorn-Region verloren.

## Schiffsdaten
- Konstruktion: Klipper-Rumpf (Holz) als Glattdecker
- Rigg: Vollschiff mit dopp. Mars-, einf. Bram-, Royalsegel; zunächst einf. Mars- und Bramsegel, Royals
- Einsatz: Teeklipper
- Stapellauf: 22. Januar 1845
- Jungfernfahrt: 1. Februar 1845 nach Hongkong und Kanton
- Bauwerft: Smith & Dimon, New York
- Konstrukteur: John Willis Griffiths
- Reederei: Howland & Aspinwall, New York
- Heimathafen: New York, USA;
- Galionsfigur: ja
- Länge Galion-Heck (Rumpflänge): 55 m (180'6")
- Länge in der KWL:  48,46 m (159')
- Breite: 9,7 m (31' 10")
- Raumtiefe: 5,6 m (18'4")
- Vermessung: 757 BRT (Bruttoregistertonnen)
- Segelfläche: ~2.200 m² (38: 15 Rah-, 5 Stag-, 4 Vor-, 12 Leesegel, 1 Besan, 1 Spencersegel (zus. Gaffelsegel am Großmast))
- Hilfsmaschinen: keine
- Baukosten: ~ $ 90.000
- Erster Schiffsführer: John Land
- weitere Kapitäne: William H. Hayes
- Besatzung: ~30 Mann
- Höchstgeschwindigkeit: ~15 kn
- Schwesterschiffe: keine